# Illés Spitz
Illés Spitz (Budimpešta, 2. veljače 1902. – Skoplje, 1. listopada 1961.) bio je mađarski nogometaš i trener.

## Vanjske poveznice
- Nogometni leksikon
- HNK Hajduk Split